# Willem van Chalon (Auxerre)
Willem van Chalon ( - Mons-en-Pévèle, 18 augustus 1304) was een graaf van Auxerre (als Willem VI) uit het huis Chalon. Hij was een zoon van Jan I van Chalon-Auxerre en Alix van Bourgondië-Auxerre, gravin van Auxerre. Bij de dood van zijn moeder in 1279, erfde hij het graafschap Auxerre, waarvan zijn vader tot 1283 het regentschap op zich nam.
Willem sneuvelde in 1304 in de zegerijke Slag bij Pevelenberg tegen de Vlamingen.
Hij was sinds 1292 getrouwd met Eleanor, een dochter van graaf Amadeus V van Savoye. 
Ze kregen 2 kinderen:
- Jan II van Chalon († 1362), graaf van Auxerre en Tonnerre
- Johanna van Châlon-Tonnerre (1300 - 1360), gravin van Tonnerre; ∞ Robert van Bourgondië, door dit huwelijk ook graaf van Tonnerre (1302 - 1334)

## Referentie
- Dit artikel of een eerdere versie ervan is een (gedeeltelijke) vertaling van het artikel Wilhelm_von_Chalon-Auxerre op de Duitstalige Wikipedia, dat onder de licentie Creative Commons Naamsvermelding/Gelijk delen valt. Zie de bewerkingsgeschiedenis aldaar.